# Củng điểm quỹ đạo

Cùng điểm quỹ đạo được ký hiệu bằng chữ P và chữ A trên quỹ đạo elíp của hình vẽ.

Trong thiên văn học, một củng điểm quỹ đạo, gọi ngắn gọn là củng điểm (拱點) còn được một số từ điển viết là cùng điểm quỹ đạo, là một điểm trên quỹ đạo elíp của một thiên thể, đang chuyển động dưới lực hấp dẫn quanh một thiên thể khác, có khoảng cách đến khối tâm của hệ hai thiên thể đạt cực trị.
Nếu khoảng cách đạt cực tiểu, điểm này còn được gọi là cận điểm quỹ đạo. Nếu khoảng cách đạt cực đại, điểm này còn được gọi là viễn điểm quỹ đạo.
Tên riêng các củng điểm ở các quỹ đạo chuyển động cụ thể:
|                     | Khoảng cách cực tiểu  | Khoảng cách cực đại    |
| ------------------- | --------------------- | ---------------------- |
| thiên thể nói chung | cận điểm quỹ đạo      | viễn điểm quỹ đạo      |
| thiên hà            | điểm cận tâm thiên hà | điểm viễn tâm thiên hà |
| sao                 | điểm cận tinh         | điểm viễn tinh         |
| lỗ đen              | điểm cận tâm lỗ đen   | điểm viễn tâm lỗ đen   |
| Mặt Trời            | điểm cận nhật         | điểm viễn nhật         |
| Trái Đất            | điểm cận địa          | điểm viễn địa          |
| Mặt Trăng           | điểm cận nguyệt       | điểm viễn nguyệt       |

Đoạn thẳng nối cận điểm quỹ đạo và viễn điểm quỹ đạo là trục lớn quỹ đạo, cũng được gọi với tên củng tuyến, đường cận viễn. Do tác động gây nhiễu của các hành tinh nên trục lớn quỹ đạo của các thiên thể trong hệ Mặt Trời bị xoay chậm theo thời gian (sự chuyển động xoay của điểm cận nhật).

## Cận điểm quỹ đạo

Cận điểm quỹ đạo được ký hiệu bằng chữ P trên quỹ đạo elíp của hình vẽ.

Định luật thứ hai của Kepler

Trong thiên văn học, một cận điểm quỹ đạo là một điểm trên quỹ đạo elíp của một thiên thể, đang chuyển động dưới lực hấp dẫn quanh một thiên thể khác, nằm gần khối tâm của hệ hai thiên thể nhất.
Trong hệ Mặt Trời, Mặt Trời có khối lượng áp đảo và nằm gần trùng với khối tâm của hệ, nên các hành tinh hay các thiên thể thuộc hệ Mặt Trời khi đến cận điểm quỹ đạo cũng là điểm nằm gần Mặt Trời nhất. Do đó, điểm này còn được gọi là điểm cận nhật. Tương tự, đối với vệ tinh bay quanh Trái Đất, điểm này gọi là điểm cận địa.
Cận điểm quỹ đạo được định nghĩa cho cả ba kiểu quỹ đạo: quỹ đạo elíp, quỹ đạo parabol và quỹ đạo hyperbol.
Khi thiên thể chuyển động lại gần cận điểm quỹ đạo, tốc độ chuyển động tăng dần. Lý do là mômen động lượng của hệ thiên thể được bảo toàn; khi thiên thể lại gần khối tâm của hệ, mômen quán tính giảm, để bảo toàn mômen động lượng, tốc độ góc của thiên thể phải tăng. Đây cũng là nội dung của một định luật Kepler. Tốc độ này đạt cực đại tại cận điểm quỹ đạo:
{\displaystyle v={\sqrt {\frac {(1+e)\mu }{(1-e)a}}}\,}
với:
- a là bán trục lớn
- e là độ lệch tâm quỹ đạo
- μ là tham số hấp dẫn tiêu chuẩn

μ phụ thuộc vào khối lượng hệ các thiên thể, M, và hằng số hấp dẫn, G:
μ = G M
Khoảng cách từ cận điểm quỹ đạo đến khối tâm của hệ, rc, là:
rc = (1 - e) a
Các công thức trên đúng cho cả ba kiểu quỹ đạo.

### Với quỹ đạo elíp
Cận điểm quỹ đạo liên hệ với viễn điểm quỹ đạo qua:
{\displaystyle e={\frac {r_{\mathrm {v} }-r_{\mathrm {c} }}{r_{\mathrm {v} }+r_{\mathrm {c} }}}=1-{\frac {2}{{\frac {r_{\mathrm {v} }}{r_{\mathrm {c} }}}+1}}={\frac {2}{{\frac {r_{\mathrm {c} }}{r_{\mathrm {v} }}}+1}}-1}
với:
- rv khoảng cách từ khối tâm đến viễn điểm quỹ đạo
- rc khoảng cách từ khối tâm đến cận điểm quỹ đạo

### Các trường hợp riêng
Tên riêng của các cận điểm ở các quỹ đạo chuyển động cụ thể
| Thiên thể trung tâm | Tên gọi               |
| ------------------- | --------------------- |
| thiên thể nói chung | cận điểm quỹ đạo      |
| thiên hà            | điểm cận tâm thiên hà |
| sao                 | điểm cận tinh         |
| lỗ đen              | điểm cận tâm lỗ đen   |
| Mặt Trời            | điểm cận nhật         |
| Trái Đất            | điểm cận địa          |
| Mặt Trăng           | điểm cận nguyệt       |

#### Điểm cận nhật
Trong hệ Mặt Trời, điểm cận nhật là điểm trên quỹ đạo chuyển động của vật thể quanh Mặt Trời, khi nó ở gần Mặt Trời nhất, ngược lại điểm xa Mặt Trời nhất là điểm viễn nhật. Hai điểm cận nhật và viễn nhật tạo nên trục lớn quỹ đạo. Khoảng cách vật thể đến Mặt Trời tại điểm cận nhật là a(1-e), trong đó a là bán trục lớn, e là tâm sai (xem thêm bán trục lớn). Khoảng cách vật thể đến Mặt Trời ở điểm viễn nhật là a(1+e).
Các vật thể chuyển động quanh Mặt Trời với tâm sai càng lớn thì khác biệt giữa các giá trị giữa điểm cận nhật và viễn nhật càng cao. Ví dụ, khoảng cách giữa Trái Đất và Mặt Trời ở điểm cận nhật là 0,98 AU, ở điểm viễn nhật là 1,02 AU, trong khi đó, quỹ đạo Sao Diêm Vương có tâm sai lớn, và khoảng cách giữa Sao Diêm Vương và Mặt Trời ở điểm cận nhật là 29,66 AU, ở điểm viễn nhật là 49,30 AU.
Khoảnh khắc thời gian, khi vật thể đi ngang qua điểm cận nhật trên quỹ đạo của mình là thời điểm đi ngang điểm cận nhật. Ví dụ Trái Đất đi ngang điểm cận nhật vào đầu tháng một hàng năm. Do tác động gây nhiễu của các hành tinh nên trục lớn quỹ đạo của các thiên thể trong hệ Mặt Trời bị xoay chậm theo thời gian (sự tiến động điểm cận nhật).

## Viễn điểm quỹ đạo

Viễn điểm quỹ đạo được ký hiệu bằng chữ A trên quỹ đạo elíp của hình vẽ.

Trong thiên văn học, một viễn điểm quỹ đạo là một điểm trên quỹ đạo elíp của một thiên thể, đang chuyển động dưới lực hấp dẫn quanh một thiên thể khác, nằm xa khối tâm của hệ hai thiên thể nhất.
Viễn điểm quỹ đạo không tồn tại đối với quỹ đạo hyperbol hay quỹ đạo parabol vì thiên thể có thể đi ra xa vô cùng trong hai kiểu quỹ đạo này. Nó chỉ tồn tại với quỹ đạo elíp.
Trong hệ Mặt Trời, Mặt Trời có khối lượng áp đảo và nằm gần trùng với khối tâm của hệ, nên các hành tinh hay các thiên thể thuộc hệ Mặt Trời khi đến viễn điểm quỹ đạo cũng là điểm nằm xa Mặt Trời nhất. Do đó, điểm này còn được gọi là điểm viễn nhật. Tương tự, đối với các vệ tinh bay quanh Trái Đất, điểm này còn được gọi là điểm viễn địa.
Khi thiên thể chuyển động lại gần viễn điểm quỹ đạo, tốc độ chuyển động giảm dần. Lý do là mômen động lượng của hệ thiên thể được bảo toàn; khi thiên thể ra xa khối tâm của hệ, mômen quán tính tăng, để bảo toàn mômen động lượng, tốc độ góc của thiên thể phải giảm. Đây cũng là nội dung của một định luật Kepler. Tốc độ này đạt cực tiểu tại viễn điểm quỹ đạo:
{\displaystyle v={\sqrt {\frac {(1-e)\mu }{(1+e)a}}}\,}
với:
- a là bán trục lớn
- e là độ lệch tâm quỹ đạo
- μ là tham số hấp dẫn tiêu chuẩn

μ phụ thuộc vào khối lượng hệ các thiên thể, M, và hằng số hấp dẫn, G:
μ = G M
Khoảng cách từ viễn điểm quỹ đạo đến khối tâm của hệ, rv, là:
rv = (1 + e) a
Viễn điểm quỹ đạo liên hệ với cận điểm quỹ đạo qua:
{\displaystyle e={\frac {r_{\mathrm {v} }-r_{\mathrm {c} }}{r_{\mathrm {v} }+r_{\mathrm {c} }}}=1-{\frac {2}{{\frac {r_{\mathrm {v} }}{r_{\mathrm {c} }}}+1}}={\frac {2}{{\frac {r_{\mathrm {c} }}{r_{\mathrm {v} }}}+1}}-1}
với:
- rv khoảng cách từ khối tâm đến viễn điểm quỹ đạo
- rc khoảng cách từ khối tâm đến cận điểm quỹ đạo

### Các trường hợp riêng
Tên riêng của các viễn điểm ở các quỹ đạo chuyển động cụ thể
| Thiên thể trung tâm | Tên gọi                |
| ------------------- | ---------------------- |
| thiên thể nói chung | viễn điểm quỹ đạo      |
| thiên hà            | điểm viễn tâm thiên hà |
| sao                 | điểm viễn tinh         |
| lỗ đen              | điểm viễn tâm lỗ đen   |
| Mặt Trời            | điểm viễn nhật         |
| Trái Đất            | điểm viễn địa          |
| Mặt Trăng           | điểm viễn nguyệt       |

## Thời điểm
Những ngày tháng và thời gian của điểm cận nhật và điểm viễn nhật trong vài năm qua và trong tương lai được liệt kê trong bảng dưới đây:
| Năm  | Điểm cận nhật | Điểm cận nhật | Điểm viễn nhật | Điểm viễn nhật |
| ---- | ------------- | ------------- | -------------- | -------------- |
| Năm  | Ngày          | Giờ (UT)      | Ngày           | Giờ (UT)       |
| 2007 | 3 tháng 1     | 19:43         | 6 tháng 7      | 23:53          |
| 2008 | 2 tháng 1     | 23:51         | 4 tháng 7      | 07:41          |
| 2009 | 4 tháng 1     | 15:30         | 4 tháng 7      | 01:40          |
| 2010 | 3 tháng 1     | 00:09         | 6 tháng 7      | 11:30          |
| 2011 | 3 tháng 1     | 18:32         | 4 tháng 7      | 14:54          |
| 2012 | 5 tháng 1     | 00:32         | 5 tháng 7      | 03:32          |
| 2013 | 2 tháng 1     | 04:38         | 5 tháng 7      | 14:44          |
| 2014 | 4 tháng 1     | 11:59         | 4 tháng 7      | 00:13          |
| 2015 | 4 tháng 1     | 06:36         | 6 tháng 7      | 19:40          |
| 2016 | 2 tháng 1     | 22:49         | 4 tháng 7      | 16:24          |
| 2017 | 4 tháng 1     | 14:18         | 3 tháng 7      | 20:11          |
| 2018 | 3 tháng 1     | 05:35         | 6 tháng 7      | 16:47          |
| 2019 | 3 tháng 1     | 05:20         | 4 tháng 7      | 22:11          |
| 2020 | 5 tháng 1     | 07:48         | 4 tháng 7      | 11:35          |